# Testudinella caeca
Testudinella caeca är en hjuldjursart som först beskrevs av Parsons 1892.  Testudinella caeca ingår i släktet Testudinella och familjen Testudinellidae. Inga underarter finns listade i Catalogue of Life.